# Mariano Abasolo
Mariano Abasolo (teljes nevén José Mariano Sixto de Abasolo; Dolores, 1783. – Cádiz, Spanyolország, 1816. április 14.) mexikói függetlenségi harcos volt.

## Élete
Jó vagyoni helyzetű családba született 1783-ban a ma Guanajuato államhoz tartozó Dolores városában. Anyja Micaela Outón, apja az ávalai (baszkföldi) származású José Bernardo Abasolo volt, aki három haciendát is hagyott fiára: a Del Rincónt, az Espejót és a San José de las Palmast. A fiatal Abasolo feleségül vette a szintén gazdag családból származó Manuela Rojas y Taboadát, egyetlen gyermekük született, Rafael.
Az Abasolo család szívesen jótékonykodott és adakozott, ezért városszerte, sőt, a város határain túl is jó hírnévnek örvendtek, megbecsült emberek voltak. Mariano és anyja 1809-ben népszerűsíteni kezdték egy indián nők számára épülő kolostor létrehozásának terveit Dolores városában, ebben a tervükben maga Miguel Hidalgo is támogatta őket, azonban az alkirályság ebben az időszakban szinte minden pénzét a spanyolok Franciaország elleni félszigeti háborújának támogatására fordította, így a tervből nem lett semmi.
Az 1809-es valladolidi és a következő évi querétarói összeesküvés idején a San Miguel el Grande-i dragonyosok kapitánya volt. A valladolidi összeesküvés egyik tagjának, José Mariano de Michelenának a beszámolója szerint Abasolót jelölték ki San Miguel-i kapcsolattartónak, de ő, bár egyetértését kifejezte a mozgalom céljával, nem tudott részt venni a titkos gyűléseken. Ennek ellenére neve szerepelt Francisco Bustamante bejelentésében, amivel Guanajuato vezetőjéhez, Juan Antonio de Riañóhoz fordult, valamint később az egyik összeesküvő, Gregorio de la Concepción is arról írt Relación című művében, hogy 1808-ban Hidalgo házában ismerte meg Abasolót és Ignacio Allendét.
Amikor 1810. szeptember 16-án Hidalgo szájából Doloresben elhangzott a Grito de Dolores, amivel kirobbantotta a függetlenségi háborút, Abasolo is itt, szülővárosában tartózkodott. Igen korán ébresztették, és azt a feladatot kapta, hogy nyújtsa át a felkelőknek azt a spanyol személyt és vagyonát, akinek a házrészét bérelte, és hogy segítsen a spanyol foglyok élelmezésében. Felesége könyörgése ellenére elvállalta és teljesítette azt a feladatot is, hogy egy kis csapat élén szerezze meg az egyik raktárban felhalmozott fegyvereket és lőszereket.
Másnap családjával San Miguelbe mentek, hogy értesíteni tudja Loreto de la Canal ezredest a felkelésről, de mivel a függetlenségi harcosokat már ott találta a városban, így erre nem volt szükség. Ehelyett szétosztotta köztük az előző nap zsákmányolt fegyvereket és lőszereket. Ekkor még szerette volna elhagyni a harcosok táborát, mivel feleségével, anyjával és  ötéves  gyermekével lehetetlennek tartotta a harcban való részvételt, azonban Hidalgo elfogadtatta vele, hogy most már nincs visszaút, csak úgy mentheti meg magát, ha tovább harcol.
Celaya városát ellenállás nélkül elfoglalták. Itt rejtették el az ellenség Chamacueróban elkobzott vagyonát, köztük Abasolo apósának, Antonio Taboadának a hagyatékát is. Szeptember utolsó napjaiban a felkelő sereg Guanajuatót ostromolta meg. Hidalgo Abasolót ezredessé nevezte ki és azzal bízta meg, hogy adja át megadásra felszólító üzenetét Riañónak. Az Alhóndiga de Granaditas nevű erődített magtár spanyol védői azonban nem adták meg magukat, így harcra került sor. Abasolo később azt írta, ebben az ostromban nem vett részt, hanem D. Pedro Otero nevű barátjának házában csokoládéztak éppen.
A sereg néhány nap múlva Valladolid (ma Morelia), majd Mexikóváros felé folytatta útját. Útközben Hidalgo mariscal de campo rangra emelte Abasolót. Részt vett a győztes Monte de las Cruces-i csatában, ezután pedig Mariano Jiménezszel együtt tárgyalni küldték őket Francisco Xavier Venegas alkirállyal, aki azonban határozottan visszautasította a főváros átadását. Hidalgo a visszavonulás mellett döntött. Aculcónál, ahol a felkelő sereg vereséget szenvedett, Abasolo szintén részt vett a csatában, de utána azt kérte Ignacio Allendétől, hogy hagyhassa el a sereget és távozhasson az Amerikai Egyesült Államokba. Útjához pénzt is kért, de Allende nem egyezett bele, ezért folytatta a harcot. Megpróbálta megvédeni Guanajuatót Félix María Calleja támadásától (sikertelenül), majd Guadalajara felé vette az irányt. Felesége San Miguelben maradt, majd amikor Manuel Flon csapatai megközelítették a várost, az asszony Celayába menekült anyósával és Allende sógornőivel, onnan pedig Valladolidba és Guadalajarába mentek.
1811 elején a calderón-hídi csatában a felkelők vereséget szenvedtek, és Hidalgo vezetésével északkeletre, majd északra vonultak vissza. Saltillónál kettéváltak, a sereg egy része délre indult, míg Hidalgo és vezértársai tovább északra. Először Abasolót akarták kinevezni a déli rész vezetőjévé, de ő ezt nem fogadta el, és az északra, az USA irányába indulókhoz csatlakozott.
Felesége Guadalajarában maradt, és Callejától útlevelet kérvényezett, hogy követhesse férjét és lebeszélje a háborúban való további részvételről. Ugyanezen célból két levelet is írt Abasolónak, majd Saltillóban utol is érte a sereget. Allende szemében azonban tevékenysége gyanúsnak tűnt, ezért figyeltette, és megtiltotta neki, hogy nyilvánosságra hozza Calleja megadásért cserébe amnesztiát ajánló, nyomtatott formában nála levő írásait.
Március 21-én Acatita de Baján mellett a spanyolpártiak foglyul ejtették a sereg tagjait, többségüket halálra ítélték, de Abasolót, akit az elsők között hallgattak ki, és együttműködést tanúsítva hozzájárult a többi vezér elleni vádak felépítéséhez, „csak” spanyolországi száműzetésre, 10 évi börtönre és vagyonelkobzásra ítélték. A „kedvező” ítélethez hozzájárult felesége is, valamint az, hogy megbánást mutatott a harcban való részvétel miatt. A szeptemberi doloresi eseményekkel kapcsolatban azzal védekezett, hogy az események meglepték, és nem látott más kiutat, mint engedelmeskedni Hidalgónak. Védekezésében megemlítette, hogy többször is távozni akart a seregből, valamint azt, hogy bár szóban kinevezték ezredessé, majd marsallá, valójában harcoló alakulatok nem tartoztak az irányítása alá. Azt állította, a mozgalom vezetői sem bíztak benne soha teljes mértékben, sőt, vallomása szerint emiatt a bizalomhiány miatt figyelték őt is az utolsó visszavonulás során, ezért volt kénytelen velük tartani.
Felesége gyalog vagy szamárháton visszatért Guadalajarába, hogy Callejánál kérelmezze az ítélet elhalasztását, amíg lesz ideje dokumentumokat szerezni férje védelmében, sőt Querétaróba és Mexikóvárosba is elment, hogy magánál az alkirálynál kérjen kegyelmet számára. Így sikerült kijárnia a halálos ítélet elkerülését.
Az Abasolót Európába szállító hajó kapitányánál kikönyörögte, hogy kísérhesse el férjét ő is az 1812-ben sorra kerülő úton. Cádizba érkezve Abasolót a Santa Catalina-kastélyba zárták, felesége pedig a város utcáin kóborolgatott mindaddig, amíg megszánták és engedélyezték neki, hogy bezárt férjével együtt élhessen. A férfi 1816-ban meghalt, felesége ezután visszatért Mexikóba.
Bár viselkedése miatt többen árulónak tartották, 1823-ban a kongresszus a haza érdemes hősévé avatta. Holttestét azonban nem találták meg, hogy tisztességet adhassanak neki.